# Jan Kroczek
Jan Kroczek (ur. 3 czerwca 1888, zm. 1 marca 1966) – polski duchowny rzymskokatolicki, pułkownik, zastępca Generalnego Dziekana Ludowego Wojska Polskiego.

## Życiorys
Syn Ignacego. Po zakończeniu I wojny światowej wstąpił do służby duszpasterskiej Wojska Polskiego. Został awansowany na stopień kapelana (kapitan) ze starszeństwem z dniem 1 czerwca 1919. Sprawował stanowiska kapelana w Szpitalu Okręgowym VIII w Toruniu. Został awansowany na stopień starszego kapelana ze starszeństwem z dniem 1 stycznia 1930. Od 1930 do 1939 był administratorem parafii garnizonowej św. Katarzyny Aleksandryjskiej w Toruniu. W latach 1934–1938 sprawował także opiekę duszpasterską w Szkole Podchorążych Marynarki Wojennej w Toruniu. Na stopień proboszcza został mianowany ze starszeństwem z dniem 19 marca 1939 w duchowieństwie wojskowym wyznania rzymskokatolickiego. 
Po zakończeniu II wojny światowej był oficerem-duchownym w służbie czynnej Duszpasterstwa Wojskowego Wyznania Rzymskokatolickiego. Z dniem 15 grudnia 1947 w stopniu podpułkownika został zatwierdzony na stanowisku proboszcza 15 Dywizji Piechoty (DOW I). Był jednym księży redagujących czasopismo „Głos Kapłana”, ukazujące się za zgodą władz PRL od 1950. Na początku lat 50. był członkiem Głównej Komisji Księży przy ZBoWiD w Warszawie. 
Zmarł 1 marca 1966 i został pochowany na Cmentarzu Wojskowym na Powązkach w Warszawie (kwatera A2-3-16).

## Ordery i odznaczenia
- Krzyż Kawalerski Orderu Odrodzenia Polski (17 czerwca 1950)[19]
- Złoty Krzyż Zasługi (10 marca 1939)[20]